# Jalgaon
Jalgaon – miasto w Indiach, w stanie Maharasztra. W 2011 roku liczyło 460 228 mieszkańców.